# Xã Stoneview, Quận Divide, Bắc Dakota
Xã Stoneview (tiếng Anh: Stoneview Township) là một xã thuộc quận Divide, tiểu bang Bắc Dakota, Hoa Kỳ. Năm 2010, dân số của xã này là 22 người.